# Pseudoyersinia paui
Pseudoyersinia paui (Bolivar, 1898)  è un insetto mantoideo della famiglia Mantidae.

## Descrizione
Entrambi i sessi sono brachitteri e dalla corporatura esile. Gli occhi sono tondeggianti e prominenti. La colorazione è varia e va dal verde al bruno passando da varie sfumature di grigio e beige. 

## Distribuzione e habitat
La specie è diffusa in Spagna, Portogallo e Africa settentrionale.